# Mistrzostwa Europy Juniorów w Biathlonie 2025
Mistrzostwa Europy Juniorów w biathlonie w 2025 odbyły się w dniach 22–26 stycznia w Altenbergu w Niemczech. Łącznie rozegranych zostało 8 biegów: biegi indywidualne, sprinterskie i masowe (dla kobiet i mężczyzn) oraz sztafety mieszane (pojedyncza i zwykła).

## Terminarz startów
Harmonogram startów sporządzono na podstawie materiału źródłowego:
| Data        | Czas  | Konkurencja                  | Dystans       |
| ----------- | ----- | ---------------------------- | ------------- |
| 22 stycznia | 10:30 | Bieg indywidualny juniorów   | 15 km         |
| 22 stycznia | 14:30 | Bieg indywidualny juniorek   | 12,5 km       |
| 24 stycznia | 10:45 | Sztafeta mieszana            | 4 x 6 km      |
| 24 stycznia | 14:00 | Pojedyncza sztafeta mieszana | 6 km + 7,5 km |
| 25 stycznia | 10:30 | Sprint juniorów              | 10 km         |
| 25 stycznia | 14:15 | Sprint juniorek              | 7,5 km        |
| 26 stycznia | 10:45 | Bieg masowy juniorów         | 12 km         |
| 26 stycznia | 13:30 | Bieg masowy juniorek         | 9 km          |

## Wyniki

### Mężczyźni

#### Bieg indywidualny 15 km[2]
| Pozycja | Zawodnik        | Reprezentacja | Pudła   | Wynik   |
| ------- | --------------- | ------------- | ------- | ------- |
| złoto   | Grzegorz Galica | Polska        | 1+1+0+0 | 41:35,7 |
| srebro  | Antonin Delsol  | Francja       | 2+0+0+0 | 42:13,9 |
| brąz    | Artur Iskhakov  | Słowacja      | 0+0+0+1 | 42:26,1 |

#### Sprint 10 km[3]
| Pozycja | Zawodnik                     | Reprezentacja | Pudła | Wynik   |
| ------- | ---------------------------- | ------------- | ----- | ------- |
| złoto   | Fabian Kaskel                | Niemcy        | 0+0   | 27:42,3 |
| srebro  | Elias Seidl                  | Niemcy        | 1+0   | 27:44,5 |
| brąz    | Camille Grataloup-Manissolle | Francja       | 0+1   | 27:56,2 |

#### Bieg masowy 12 km[4]
| Pozycja | Zawodnik          | Reprezentacja | Pudła   | Wynik   |
| ------- | ----------------- | ------------- | ------- | ------- |
| złoto   | Grzegorz Galica   | Polska        | 1+0+2+0 | 35:02,4 |
| srebro  | Sondre Slettemark | Grenlandia    | 1+0+0+1 | 35:11,1 |
| brąz    | Martin Botet      | Francja       | 1+0+1+0 | 35:15,2 |

### Kobiety

#### Bieg indywidualny 12,5 km[5]
| Pozycja | Zawodniczka         | Reprezentacja | Pudła   | Wynik   |
| ------- | ------------------- | ------------- | ------- | ------- |
| złoto   | Walentina Dimitrowa | Bułgaria      | 1+1+0+0 | 41:12,5 |
| srebro  | Eveliina Hakala     | Finlandia     | 0+0+0+0 | 41:16,2 |
| brąz    | Amelia Liszka       | Polska        | 0+0+0+1 | 42:07,5 |

#### Sprint 7,5 km[6]
| Pozycja | Zawodniczka           | Reprezentacja | Pudła | Wynik   |
| ------- | --------------------- | ------------- | ----- | ------- |
| złoto   | Anaëlle Bondoux       | Francja       | 1+0   | 24:17,3 |
| srebro  | Coralie Perrin        | Francja       | 0+0   | 24:19,9 |
| brąz    | Charlotte Gallbronner | Niemcy        | 0+0   | 24:32,0 |

#### Bieg masowy 9 km[7]
| Pozycja | Zawodniczka      | Reprezentacja | Pudła   | Wynik   |
| ------- | ---------------- | ------------- | ------- | ------- |
| złoto   | Kateřina Pavlů   | Czechy        | 0+1+1+0 | 30:05,6 |
| srebro  | Fabiana Carpella | Włochy        | 1+0+1+0 | 30:19,0 |
| brąz    | Sara Scattolo    | Włochy        | 0+1+0+2 | 30:28,5 |

### Konkurencje mieszane

#### Sztafeta mieszana 4 x 6 km[8]
| Pozycja | Zawodnicy                                                                | Reprezentacja | Pudła   | Wynik     |
| ------- | ------------------------------------------------------------------------ | ------------- | ------- | --------- |
| złoto   | Jakub Potoniec Grzegorz Galica Anna Nędza-Kubiniec Barbara Skrobiszewska | Polska        | 0+4 0+2 | 1:15:20,9 |
| srebro  | Camille Grataloup-Manissolle Antonin Delsol Lola Bugeaud Louise Roguet   | Francja       | 0+3 0+5 | 1:16:02,8 |
| brąz    | Davide Compagnioni Felix Ratschiller Fabiana Carpella Sara Scattolo      | Włochy        | 0+1 2+5 | 1:16:25,4 |

Pojedyncza sztafeta mieszana 6 km + 7,5 km
| Pozycja | Zawodnicy                          | Reprezentacja | Pudła    | Wynik   |
| ------- | ---------------------------------- | ------------- | -------- | ------- |
| złoto   | Linus Kesper Charlotte Gallbronner | Niemcy        | 0+2 1+5  | 40:47,0 |
| srebro  | Léo Carlier Célia Henaff           | Francja       | 0+5 1+3  | 40:47,2 |
| brąz    | David Eliáš Kateřina Pavlů         | Czechy        | 1+10 0+6 | 42:03,7 |

## Klasyfikacja medalowa
| Miejsce | Reprezentacja | Złoto | Srebro | Brąz | Razem |
| ------- | ------------- | ----- | ------ | ---- | ----- |
| 1       | Polska        | 3     | 0      | 1    | 4     |
| 2       | Niemcy        | 2     | 1      | 1    | 4     |
| 3       | Francja       | 1     | 4      | 2    | 7     |
| 4       | Czechy        | 1     | 0      | 1    | 2     |
| 5       | Bułgaria      | 1     | 0      | 0    | 1     |
| 6       | Włochy        | 0     | 1      | 2    | 3     |
| 7       | Finlandia     | 0     | 1      | 0    | 1     |
| 7       | Grenlandia    | 0     | 1      | 0    | 1     |
| 9       | Słowacja      | 0     | 0      | 1    | 1     |
| Razem   | Razem         | 8     | 8      | 8    | 24    |

Źródło: 